# Maca
Pour les articles homonymes, voir Maca (homonymie).
Lepidium meyenii
Espèce
Classification phylogénétique
La maca, Lepidium meyenii, également appelée ginseng andin, ginseng péruvien et pavot péruvien, est une espèce de plante à racine pivotante de la famille des Brassicaceae. Elle est cultivée comme aliment et pour ses vertus médicinales depuis le Néolithique dans les Hautes Andes péruviennes à une altitude de 3 500  à   4 200 m. La maca est un parent du radis et a une odeur piquante et spécifique. Sa racine est utilisée pour la préparation de médicaments. Elle contient de nombreuses substances biologiquement actives, notamment des acides gras et des acides aminés.

## Histoire
L'espèce Lepidium meyenii, qui comprend une forme cultivée et une forme sauvage d'aspect variable, a été décrite par Wilhelm Gerhard Walpers en 1843 d'après un exemplaire recueilli à Pisacoma (3 919 m d'altitude) à environ 60 km au sud du lac Titicaca, dans le département de Puno au Pérou. Cet holotype était soit d'origine totalement sauvage soit issu d'une culture retournée à l'état sauvage après la mise en jachère du champ d'origine.
Elle est cultivée depuis une époque très reculée dans la région du lac Chinchaycocha ou lac Junin (département de Junin), dans les Andes centrales du Pérou, à une altitude supérieure à 4 000 mètres. Des restes de maca ont été identifiés dans une grotte préhistorique de la région. À partir de la conquête espagnole, sa culture a été attestée par plusieurs chroniqueurs, dont Cieza de Leon (1533), Guaman Poma de Ayala (1615), Vasquez de Espinoza (1617) et Padre Cobo (1653). Les voyageurs naturalistes des XVIIe et XVIIIe siècles l'y ont également mentionnée.
Vers 1980, sa culture était réduite à une dizaine d'hectares.
Dans les années 1990, le président péruvien Alberto Fujimori en voyage au Japon parle de cette plante dans un de ses discours. Des commandes importantes arrivent alors du Japon et la commercialisation internationale commence.
La réintroduction expérimentale de ce tubercule en Bolivie a été réalisée en 2000 par la biologiste de l'Institut Français d'Études Andines (IFEA) Katia Humala Tasso et par Pierre-Olivier Combelles à la station « Belen » de la Faculté d'Agronomie de l'Université Mayor de San Andres de La Paz, près d'Achacachi (Bolivie), au bord du lac Titicaca.
Aujourd'hui, la commercialisation de maca connaît une expansion extraordinaire ; elle est exportée dans le monde entier.

## Rusticité
Ce tubercule est l'une des très rares plantes à pouvoir survivre dans les conditions climatiques extrêmes qui sévissent sur les hauts plateaux des Andes : soleil implacable et températures élevées le jour, gel intense la nuit, vents violents et soutenus qui dessèchent la plupart des végétaux et causent une importante érosion des sols, créant de ce fait des conditions semi-désertiques.
Les terres vierges, espaces de la steppe de la puna n'ayant jamais été cultivées auparavant, donnent les meilleures cultures.

## Description

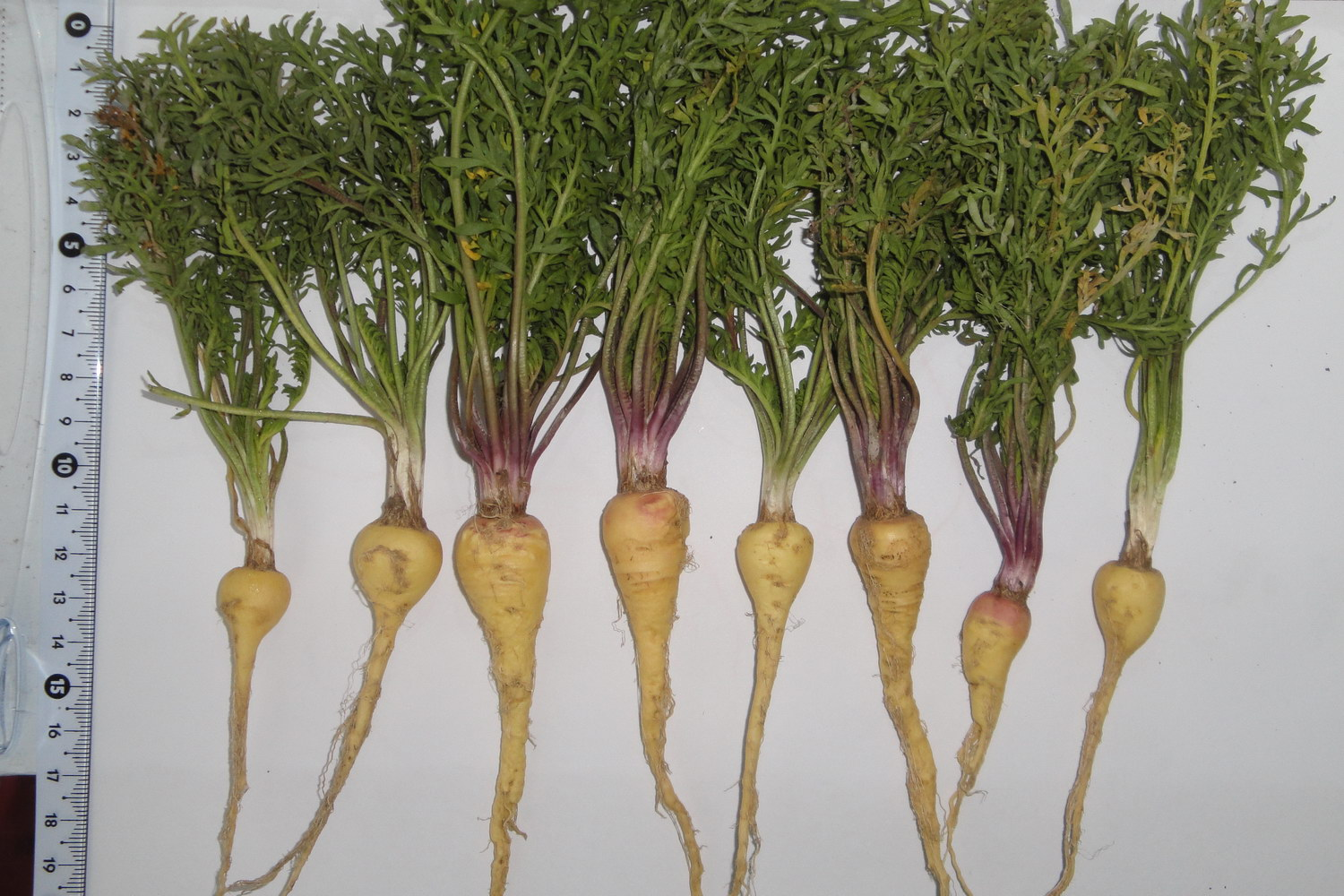
Plants de maca.

Lepidium meyenii existe encore à l'état sauvage dans les Andes, à l'étage de la puna, où elle porte le nom de « chichicara » en quechua et de « januckara » en aymara. La partie aérienne est réduite, mais la racine est très charnue.
Une autre espèce sauvage à racine charnue, très proche du type de Walpers et des exemplaires de Lepidium meyenii  sauvages conservés à l'Herbier national de Bolivie à Cota-Cota, Lepidium kalenbornii Hitchcock, a été découverte par Pierre-Olivier Combelles et Katia Humala-Tasso dans la région du lac Chinchaycocha ou lac Junin, berceau de sa culture dans les Andes centrales du Pérou.
Cette plante est une espèce en voie de domestication qui retrouve rapidement ses caractéristiques sauvages lorsqu'elle est à l'abandon. Sa domestication est peut-être liée à celles des Camelidae sud-américains (lama, alpaca) au Néolithique, les engrais animaux favorisant le développement de sa racine.
La culture sur la même parcelle année après année à l'aide d'engrais chimiques donne un goût amer au tubercule et le rend véreux.

## Utilisation
Au Pérou, ce tubercule est transformé de plusieurs façons : cru, cuit ou séché. Avec cette plante, les Péruviens préparent des biscuits, des gâteaux, des chips, et des boissons.
Le Lepidium meyenii n'est pas un médicament, mais peut être commercialisé comme complément alimentaire. Le tubercule est utilisé depuis des milliers d'années par la population locale. À présent, les Péruviens utilisent encore cette plante comme source alimentaire. Mais aussi au-delà des frontières du pays, cette plante est maintenant connue, tant en Amérique du Sud et du Nord qu'en Europe.
Ce tubercule est surtout connu sous le nom de « ginseng péruvien » ou « viagra péruvien », parce que cette plante stimulerait la libido, et permettrait également de lutter contre la stérilité masculine en améliorant la qualité du sperme, sans preuve scientifique de ces vertus prétendument aphrodisiaques . Il n'y a aucun effet secondaire connu.
Ses potentialités médicinales sont en cours d'étude pour identifier les molécules actives dans l'utilisation traditionnelle. Les trois écotypes principaux semblent avoir des effets légèrement différents sur les hommes et les femmes, mais toujours bénéfiques pour la fertilité.
La valeur nutritionnelle de la racine de maca séchée est élevée, semblable à celle de céréales comme le riz et blé. La composition moyenne est : 60-75 % glucides, 10-14 % protides, 8,5 % fibres et 2,2 % lipides. La maca est riche en calcium et en potassium, alors que sa teneur en sodium est faible, et contient des oligo-éléments essentiels : fer, iode, cuivre, manganèse et zinc ainsi que des acides gras : Acide alpha-linolénique, acide palmitique et acide oléique, et 19 acides aminés.
Outre les glucides et de protides, la maca contient de l’uridine, de l’acide malique et son benzoyle dérivé. L'extrait dans le méthanol des tubercules de maca contiendrait également une molécule (1 R, 3 S)-1-méthyltétrahydro-carboline-3-carboxylique, qui aurait de nombreuses activités sur le système nerveux central. En outre, la maca contient du sélénium et du magnésium, et des polysaccharides.
Comme le marché des compléments alimentaires aphrodisiaques est très lucratif, cette plante ou plutôt les extraits de cette plante ont fait l'objet de licences dans de nombreux pays. Les paysans péruviens, soutenus par leur gouvernement, ont réagi à ces tentatives d'appropriation d'une de leurs plantes médicinales traditionnelles.

## Synonymie polémique
Une polémique existe au sujet de la synonymie avec une plante proche nommée Lepidium peruvianum Chacon.
Cette plante est cultivée dans la région de Huancayo et a été décrite en 1990. Le docteur Gloria Chacon-Roldana a passé sa thèse sur le sujet et a considéré que cette plante était la maca authentique. Des botanistes ont manifesté leur désaccord, au motif qu'il y aurait une certaine confusion lié à l'existence de formes sauvages et de formes cultivées.
Le Dr Ihsan Ali Al-Shehbaz, botaniste au Missouri Botanical Garten et spécialiste international des Brassicacées est l'auteur de "A synopsis of the south american Lepidium (Brassicaceae). Darwiniana 48(2): 141-167, 2010". Celle-ci propose sous forme d’aperçu un résumé condensé des différentes espèces de Lepidium d’Amérique du Sud. D’où son titre : A SYNOPSIS OF THE SOUTH AMERICAN LEPIDIUM (BRASSICACEAE)
Il présente un résumé fondé sur 2 500 spécimens. « the present study is based on loans of over 2,500 specimens (including types) of south american Lepidium from most of the major herbaria » dans lequel l’auteur ne traite pas de la maca. Il a été présenté comme prenant position mais en aucun cas ce docteur n’évoque, ou même ne parle de la maca. Il cite une seule fois le Dr Chacon, p.26, dans la bibliographie. Autrement dit, il a simplement consulté ses écrits.
Or, le Dr Gloria Chacon-Roldana a longuement étudié la maca et introduit une distinction entre la maca nommée Lepidium meyenii Walpers, qui poussent dans divers pays d'Amérique du Sud, et une espèce proche endémique d’une région du Pérou, Junin, qu’elle a nommée Lepidium peruvianum Chacon.
Cette maca, reconnue aujourd’hui sous le nom de Lepidium peruvanium Chacon, a fait l’objet de nombreuses études scientifiques, parmi lesquelles :
Publiée en 2005 : Use of Gelatinized Maca (Lepidium peruvianum) in Early Postmenopausal Women – a Pilot Study
Publiée en 2006 : Therapeutic Effects of Pre-Gelatinized Maca (Lepidium peruvianum Chacon) used as a non-hormonal alternative to HRT in perimenopausal women – Clinical Pilot Study
Publiée en 2006 : Hormone balancing effect of pre-gelatinized organic Maca Lepidium peruvianum Chacon ,,
Cette distinction entre la maca « générique » et cette maca particulière vient d’être entérinée par une nouvelle étude scientifique, parue en mars 2015 :
Peruvian Maca: Two Scientific Names Lepidium meyenii Walpers and Lepidium peruvianum Chacon – Are They Phytochemically-Synonymous?
Cette étude prouve scientifiquement la distinction fondamentale entre la Lepidium meyenii Walpers et la Lepidium peruvianum Chacon : « Les résultats démontrent des différences distinctes en termes de taxonomie, d'apparence visuelle, de profils phytochimiques et de séquences d'ADN des deux isotypes de Maca étudiés, suggérant que les deux spécimens de Maca sont dissemblables et que l'emploi formel du terme « synonyme » à L. meyenii et L. peruvianum peut être trompeur. Sur la base des résultats présentés, le nom scientifique L. meyenii, utilisé depuis 1843 pour la Maca péruvienne cultivée par de nombreuses sources de référence dans le monde, y compris les organismes de réglementation aux États-Unis, en UE, en Australie et plus récemment en Chine, Et devrait être officiellement révisé. » (Traduction d'un extrait de l'abstract.)

## Évaluation des effets et des risques
L'Agence française de sécurité sanitaire des aliments (Afssa) a été saisie le 11 janvier 2007 par la Direction générale de la concurrence, de la consommation et de la répression des fraudes (DGCCRF) d’une demande d’évaluation des compléments d’information concernant l’emploi de la poudre de racine de maca, commercialisée telle quelle ou entrant dans la composition de compléments alimentaires, et estimait donc que dans l’état actuel des connaissances, la sécurité d’emploi de la poudre de racine de maca n’était pas démontrée.